# Рудница (герб)
Рудница (пол. Rudnica) — польский дворянский герб.

## Описание
Состоит из обращённой шипами вниз подковы, под которой видна летящая вверх стрела. Поле в этом гербе рассечено на две части: голубую и белую. На шлеме три страусовых пера.
В своей книге (Несколько слов о польской геральдике, Краков, 1887) известный польский геральдист Станислав Миерошовский делает однозначный вывод о принадлежности герба Рудница (Настемп) именно к польским гербам. Проводит его происхождение от соединения двух первичных (первоосновных) польских гербов Подковы и Стрелы, таким же образом, как формировалось большинство польских сложных гербов, например: подкова и крест — Любич, подкова и стрела (другим образом) — Доленга и т. д.
Стрела в геральдике: Стрела является искусственной негеральдической фигурой, которая получила широкое распространение в территориальной геральдике. Стрела олицетворяет мужское начало, а также мужские добродетели — целеустремлённость, мужество, стойкость, быстроту. Как символ неожиданного удара, стрела соотносится в воинской эмблематике с ракетными войсками (обладает также структурным подобием), бомбардировочной авиацией, десантными и диверсионными подразделениями. Оружие дальнего действия, символизм которой определяется её соотнесением с полётом, скоростью, пронизыванием цели и неожиданностью её поражения. Оперение стрел, придающее им устойчивость в полёте, первоначально могло иметь и магическое (на)значение, сообщая стреле качеств птицы (быстрота, лёгкость). Подобно копью и мечу, является солярным символом, означающим лучи Солнца. Не менее важен и присущий стреле фаллический символизм.
Подкова в геральдике: Подкова присутствует по всей Европе, как на гербах городов, так и на гербах дворянских родов. Общепринятое геральдическое значения — удача; вторичные смыслы — рост, выносливость. Также подкова — славянский символ рыцаря (как привилегия воевать на коне, то есть быть всадником). Благородный рыцарь, считавший для себя унизительным сражаться пешим, немыслимый без коня, представлял себя или верхом в боевых доспехах (как, например, на гербе Погоня), или, вместо этого помещал на свой герб подкову — самую почётную и любимую славянином эмблему.

## Герб используют
Вальковские Vaĺkowski, Chrzczonowicz, Chrzenowicz, Downarowicz, Eliaszewicz, Eljasewicz, Jodkiewicz, Jodkowicz, Kasperski, Княжнины (Kniaźnin), Kostecki, Kszanowicz, Leparski, Majewski, Mejer, Merchelewicz, Meyer, Mierchelewicz, Narutowicz, Nowogoński, Nowohoński, Obrocki, Obrócki, Pierzchalski, Przybytek, Przybytko, Pukiński, Радецкие (Radecki), Rajuniec, Rasławowicz, Rodkiewicz, Rodowicz, Rodziewicz, Rudnicki, Sabiłło, Sarnowski, Sipajło, Starzyński, Stulgiński, Szczodro, Szymkiewicz, Warkalewicz, Wiełowicz, Wieszejko, Zdanowicz, Zielanowicz